# قومية إيرانية
القومية الإيرانية ( الفارسية : ملی‌گرایی ایرانی )، يشير إلى القومية بين شعب إيران والأفراد الذين تكون هويتهم القومية الإيرانية. تتكون القومية الإيرانية من حركات ومشاعر سياسية واجتماعية مدفوعة بالحب للثقافة الفارسية واللغات الإيرانية والتاريخ الإيراني والشعور بالفخر وسط إيران والشعب الإيراني . يمكن إرجاع الوعي القومي في إيران لعدة قرون خلت، إلا أن القومية كانت عاملاً مهيمناً خلال المواقف الإيرانية منذ القرن العشرين.  نشأت القومية الإيرانية الحديثة خلال الثورة الدستورية. إنطلقت أجواء من الوحدة والمشاعر الوطنية الإيرانية خلال العهد الدستوري. بسبب تعزيز المشاعر الوطنية في عهد سلالة بهلوي مابين1925 إلى 1979 شهدت القومية الإيرانية انتعاشًا أيضا. نودي بعد الثورة الإيرانية للعودة للقومية داخل جمهورية إيران الإسلامية في أعقاب الاحتجاجات الطلابية الإيرانية، يوليو 1999

## تاريخ

### أصول
يعود تواجد إيران كواقع ديني وثقافي وعرقي إلى نهاية القرن السادس قبل الميلاد كفكرة سياسية، ظهرت لأول مرة في العشرينات من القرن الثالث الميلادي كميزة أساسية للدعاية الساسانية.
اهتزت إيران في القرن الثالث بسبب الصراع بين الكونية والقومية الذي تجلى بشكل واضح في المجال الديني والثقافي. إن نتيجة هذا الصراع معروفة جيدًا: اكتسبت الدوافع التقليدية والقومية اليد العليا، واستسلمت العولمة المانوية لقومية الموغ الزرادشتية . الهوية الإيرانية، التي كانت حتى تلك اللحظة تتكون أساسًا من طبيعة ثقافية ودينية، اكتسبت قيمة سياسية محددة، ووضعت بلاد فارس والفرس في مركز الإمبراطورية الساسانية. بعبارة أخرى، قام مركز الدولة على قوتان توأمان للعرش والمذبح وتدعمهما أيديولوجية قديمة وعتيقة. برزت هذه الأيديولوجية أكثر فأكثر خلال الفترة الساسانية، وبلغت ذروتها في عهد كسرى الأول الطويل (531-79 م). بالطبع، ساهمت العوامل الاقتصادية والاجتماعية في انتصار الطبقات الأقوى في مجتمع القائم بشكل أساسي على الاقتصاد البدوي، أي الطبقات الأرستقراطية والمحاربين ورجال الدين المجوس.

## الشعوبية
تعرضت الهوية الإيرانية للتهديد بعد سقوط إيران الساسانية والفتح الإسلامي لفارس . يشير مصطلح الشعوبية إلى رد فعل المسلمين الفارسيين على تزايد التعريب بسبب الإسلام في القرنين التاسع والعاشر والتمييز ضد الشعب الإيراني. كان يهتم في المقام الأول بالحفاظ على الثقافة الفارسية وحماية الهوية الفارسية. ومن الشخصيات الشعوبية الإيرانية الشهيرة بشار بن برد ، وإسماعيل نسائي، وزياد عجم، وحسام بن عدا، وأبو الحسن علي مدعيني، وإبراهيم بن ممشاد، وأبو عبد الله محمد مرزباني . يعتبر الكثيرون فردوسي شاعرًا شعوبيًا أيضا.

### النهضة الإيرانية
يمثل مصطلح النهضة الإيرانية فترة من تاريخ الشرق الأوسط شهدت صعود سلالات إيرانية مسلمة مختلفة على الهضبة الإيرانية . هذا المصطلح جدير بالملاحظة، لأنه مثل فترة فاصلة بين تراجع حكم وسلطة العرب العباسيين وظهور الأتراك السلاجقة في نهاية المطاف في القرن الحادي عشر. شملت النهضة دعم الإيرانين على الأراضي الإيرانية وإحياء الثقافة الإيرانية الوطنية لكن بالإحتفاظ بالطابع إسلامي. 

### الهوية الإيرانية الشيعية في ظل الصفويين
استعادت إيران وحدتها السياسية وأعطيت هوية دينية مميزة جديدة تحت حكم الصفويين . أصبح الشيعة الدين الرسمي للدولة، ومن الآن فصاعدًا لعبوا دورًا مهمًا في إعادة بناء هوية عرقية دينية جديدة للشعب الإيراني. علاوة على ذلك، تزامن صعود الإمبراطورية الصفوية مع صعود الإمبراطورية العثمانية المجاورة في غرب آسيا وشمال إفريقيا (والأهم من ذلك، المنافس اللدود الجيوسياسي والإيديولوجي لإيران لعدة قرون) ، وإمبراطورية المغول في الهند ، و الإمبراطورية الأوزبكية في آسيا الوسطى ، وجميعهم ملتزمون بالإسلام السني . ساعد تشكيل هذه الكيانات السياسية في إنشاء هوية سياسية إيرانية شيعية مميزة بين هذه الأنظمة السياسية. كما ساعد على توسيع هيمنة اللغة الفارسية في كثير من أنحاء العالم الإسلامي . كان الأدب الفارسي ، باستثناء إيران وأراضيها الممتدة من شمال القوقاز إلى الخليج الفارسي ، منتَجًا من الأناضول إلى آسيا الوسطى وشبه القارة الهندية .

### عصر القاجار - بداية القومية الحديثة

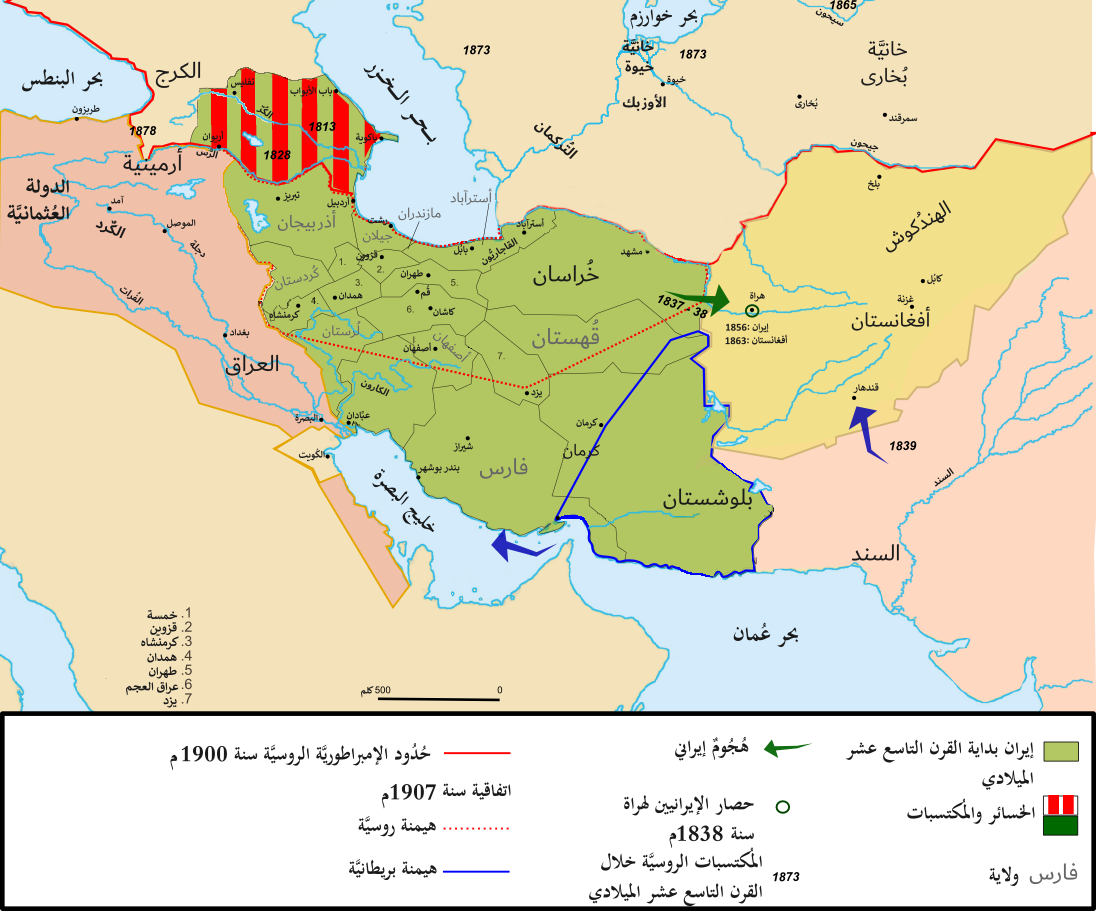
إيران في القرن التاسع عشر

علم إيران له أهمية كبيرة في القومية الإيرانية. تاريخيا ، تم استخدامه كعلم مدني. اليوم يتم استخدامه من قبل المغتربين الإيرانيين ، وخاصة في تورنتو.

بدأت الحركة الوطنية الإيرانية الحديثة في أواخر القرن التاسع عشر. القومية الإيرانية هي في الأصل رد فعل على الاستعمار الأوروبي في القرن التاسع عشر في المنطقة، والذي أدى إلى خسارة ممتلكات القاجار في القوقاز .  خلال القرن التاسع عشر، من خلال الحرب الروسية الفارسية (1804-1813) والحرب الروسية الفارسية (1826-1828) ومعاهدة كلستان ومعاهدة تركمنشاي المتعاقبتين 1813 و 1828، كانت إيران أجبرت على التنازل بشكل نهائي عن أجزاء من أراضيها في شمال وجنوب القوقاز التي كانت تضم ما يعرف الآن بجورجيا وداغستان وأذربيجان وأرمينيا إلى الإمبراطورية الروسية .  كانت هذه الأراضي لقرون جزءًا من إيران حتى خسارتها. 
كانت الأهداف الأولية لهؤلاء القوميين، مثل إنهاء نظام ملكية الأراضي الإقطاعي، والكسل الحكومي والفساد، وتوزيع الموارد الإيرانية جملة على الأجانب، جذابة أيضًا للمُحدثين. 
كان ميرزا فتالي أخوندوف من أبرز رواد القومية الإيرانية وأكثرهم شهرة في عصر قاجار المولود في الأراضي التي أُستلي عليها مؤخرًا في القوقاز لعائلة مالكة للأراضي تنحدر في الأصل من أذربيجان الإيرانية . 

### القومية الحديثة

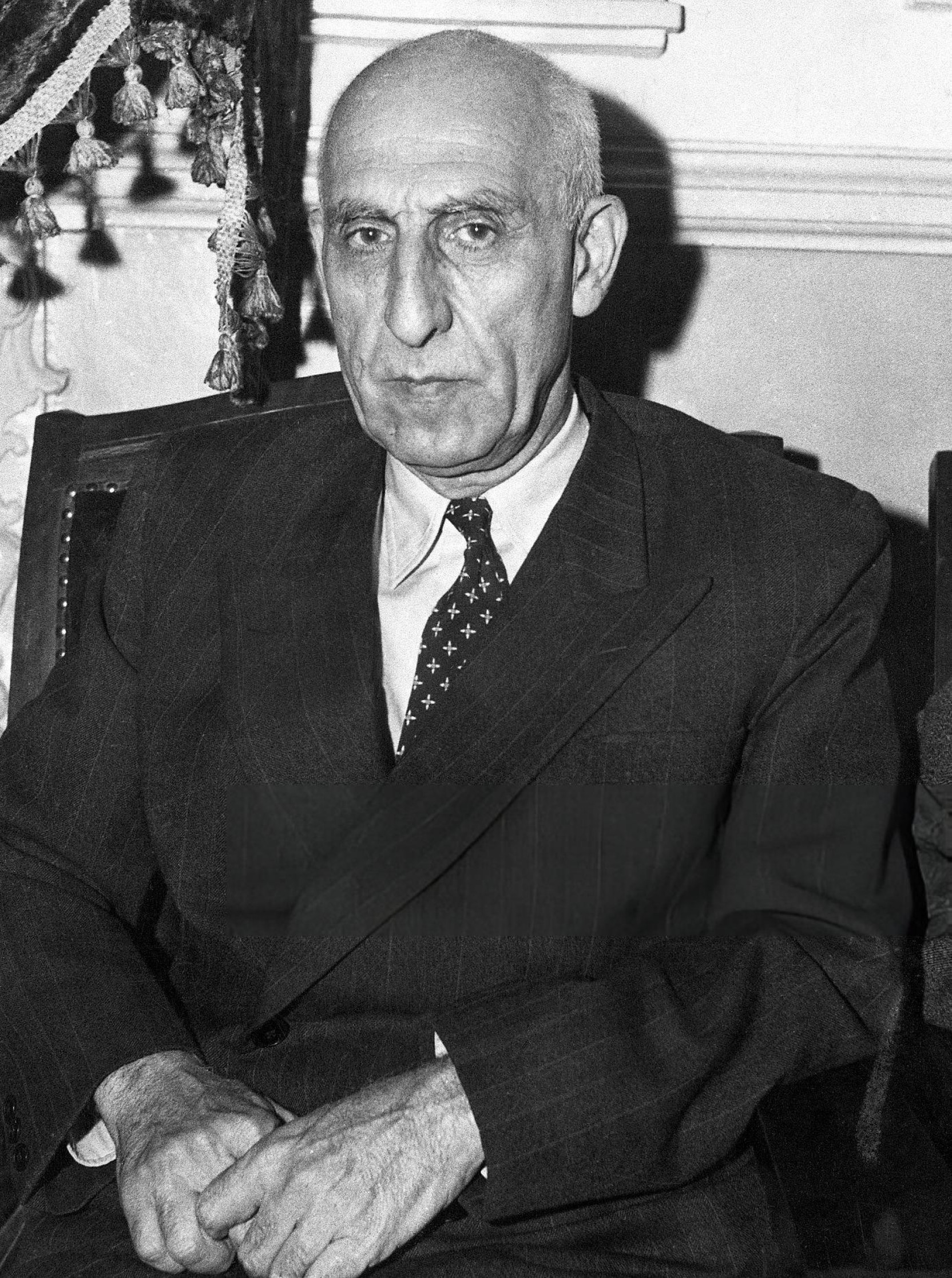
محمد مصدق

يعود تاريخ القومية الحديثة في إيران إلى عام 1906 ، عندما أدت ثورة دستورية شبه دموية إلى إنشاء أول برلمان إيراني . رضا شاه ، ساعد في تشكيل القومية الإيرانية من خلال غرسها في أيديولوجية علمانية مميزة، وتقليل تأثير الإسلام على إيران. بالإضافة إلى ذلك، سعى رضا شاه إلى تغيير أسماء المدن المختلفة لتكريم ملوك ما قبل الإسلام الفارسيين والأبطال الأسطوريين، ومواصلة تقليص سلطة الملالي من خلال السعي إلى تحديث إيران. وهكذا تم وضع سلالة بهلوي بشكل لا رجعة فيه على الطريق نحو غرس شكل من أشكال القومية العلمانية في البلاد، وهو المسار الذي سيجعلها في نهاية المطاف في صراع مع طبقة رجال الدين في البلاد. كانت القومية الإيرانية قوة حاسمة في حركة 1951 لتأميم الثروة النفطية الإيرانية.
دخل هدف مصدق المتمثل في تأميم النفط الإيراني حيز التنفيذ في عام 1951. من خلال السماح لإيران بالتمتع بالسلطة الكاملة والسيطرة على مواردها الرئيسية بعد إفادة مصدق بمساعدة الولايات المتحدة وبريطانيا ، احتفظ ابن رضا شاه وخليفته محمد رضا بهلوي بالسيطرة واستخدم أسعار الغاز المتزايدة لتوسيع التحديث في إيران. 
غالبًا ما يركز الخطاب القومي الإيراني على عصور الجاهلية من تاريخ إيران.  في القرن العشرين، تمت الإشارة إلى جوانب مختلفة من هذه القومية الرومانسية من قبل كل من النظام الملكي البهلوي ، الذي استخدم ألقابًا مثل «نور الآريين» ، ومن قبل بعض قادة الجمهورية الإسلامية التي أعقبت ذلك. 

## الأحزاب القومية الإيرانية
الأحزاب النشطة
- حزب عموم إيران (تأسس عام 1941 ، محظور، يعمل داخل إيران )
- الجبهة الوطنية (تأسست عام 1949 ، محظورة، تعمل داخل إيران)
  - حزب إيران (تأسس عام 1944 ، محظور، يعمل داخل إيران)
  - حزب الشعب الإيراني (تأسس عام 1949 ، محظور، يعمل داخل إيران)
- حزب أمة إيران (تأسس عام 1951 ، محظور، يعمل داخل إيران)
- حركة الحرية الإيرانية (تأسست عام 1961 ، محظورة، تعمل داخل إيران)
- مارزي بور جوهر (تأسست عام 1998 ، محظورة، منفية)
- مجلس النشطاء القوميين الدينيين في إيران (تأسس عام 2000 ، محظور، يعمل داخل إيران)

الأحزاب التاريخية
- جمعية تقدم إيران (1909-1911)
- حزب النهضة (1920-1927)
- حزب إيران الجديد (1927)
- حزب التقدم (1927-1932)
- حزب الوطن الأم (1940-1946)
- حزب العدالة (1941-1946)
- حزب أزور (1942–1953)
- حزب الإرادة الوطنية (1943–1951)
- حركة الاشتراكيين عبادة الله (1943-1960)
- الحزب الديمقراطي الإيراني (1946-1984)
- حزب أريا (1946-1953)
- حزب الوحدة الإيرانية (1946-1948)
- جمعية المحاربين المسلمين (1948-1955)
- القوة الثالثة (1948-1960)
- حزب العمال الاشتراكي الوطني الإيراني (1952-1953)
- حزب القوميين (1957-1963)
- رابطة الاشتراكيين الإيرانيين (1960–1982)
- حركة تحرير شعب إيران (1964-1988)
- الجبهة الديمقراطية الوطنية (1979-1981)
- حزب الإيرانيين (1970–1975)
- حزب راستاخيز (1975–1979)